# Wise (companie)
Wise Râmnicu Vâlcea este o companie producătoare de semifabricate din beton (borduri, bolțari, pavele) din România.
Cifra de afaceri în 2008: 4,5 milioane euro